# Belgique aux Jeux olympiques d'hiver de 1932
La Belgique participe aux Jeux olympiques d'hiver de 1932 organisés à Lake Placid, aux États-Unis. La délégation belge compte 5 athlètes, 4 hommes et 1 femme, qui ne remportent pas de médaille.

## Résultats

### Bobsleigh
| Bob   | Athlètes                      | Épreuve           | Manche 1      | Manche 1 | Manche 2      | Manche 2 | Manche 3      | Manche 3 | Manche 4      | Manche 4 | Total         | Total |
| Bob   | Athlètes                      | Épreuve           | Temps         | Rang     | Temps         | Rang     | Temps         | Rang     | Temps         | Rang     | Temps         | Rang  |
| ----- | ----------------------------- | ----------------- | ------------- | -------- | ------------- | -------- | ------------- | -------- | ------------- | -------- | ------------- | ----- |
| BEL-1 | Max Houben Louis van Hege     | Bob à deux hommes | 2 min 17 s 68 | 9        | 2 min 14 s 90 | 9        | 2 min 10 s 90 | 8        | 2 min 09 s 62 | 9        | 8 min 53 s 10 | 9     |
| BEL-2 | Christian Hansez Jacques Maus | Bob à deux hommes | 2 min 17 s 01 | 8        | 2 min 16 s 74 | 10       | 2 min 13 s 59 | 11       | 2 min 13 s 81 | 11       | 9 min 01 s 15 | 10    |

### Patinage artistique
| Athlète         | Épreuve      | Figures imposées | Programme libre | Placements | Points | Rang |
| --------------- | ------------ | ---------------- | --------------- | ---------- | ------ | ---- |
| Yvonne de Ligne | Simple dames | 6                | 6               | 45         | 1942,5 | 6    |